# 索尼古典唱片
索尼古典唱片（英語：Sony Classical Records）是一家美国古典音乐唱片公司，前身为1924年成立的哥伦比亚名作唱片（英語：Columbia Masterworks Records），当时为哥伦比亚唱片的子公司。1948年，发行了第一张取得商业成功的12寸黑胶唱片。之后的几十年来与众多音乐家有过合作，包括艾萨克·斯特恩、帕乌·卡萨尔斯、格伦·古尔德、尤金·奥曼迪、丹尼·葉夫曼、范吉利斯、艾略特·高登索、伦纳德·伯恩斯坦、約翰·威廉斯和瑞奇·馬丁等。
1980年，哥伦比亚名作唱片更名为CBS大师唱片（英語：CBS Masterworks Records）。1990年，随着CBS唱片被索尼收购，又更名为索尼古典唱片。目前签约的音乐家包括郎朗、马友友、伊沃·波哥雷里奇、普拉西多·多明戈、乔纳斯·考夫曼、约夏·贝尔等。